# Comté de Saint-Jean
Pour les articles homonymes, voir Saint-Jean.
Ne doit pas être confondu l'ancien comté de Saint-Jean situé au Québec
Le comté de Saint-Jean est situé au sud du Nouveau-Brunswick, au Canada.
Il est bordé au sud par la baie de Fundy et est séparé en deux par le fleuve Saint-Jean.
Il y avait 76 550 habitants en 2011 contre 74 621 en 2006, soit une hausse de 2,6 %.

## Listes des communautés
| Numéro | Nom                   | Statut            | Population estimée (2021) | ± | Superficie (km²) | Densité |
| ------ | --------------------- | ----------------- | ------------------------- | - | ---------------- | ------- |
| DR 9   | Fundy (partie)        | District rural    | 4210                      |   |                  |         |
| 52     | Fundy Shores (partie) | Communauté rurale | 1901                      |   |                  |         |
| 46     | Fundy-St. Martins     | Village           | 5251                      |   |                  |         |
| 50     | Saint-Jean            | Cité              | 67 575                    |   | 315,82           |         |

## Démographie
| 2001   | 2006   | 2011   | 2016   |
| ------ | ------ | ------ | ------ |
| 76 407 | 74 621 | 76 550 | 74 020 |

## Administration

### Paroisses
Le comté est légalement subdivisé en plusieurs paroisses civiles, soit Musquash, Simonds, Saint Martins et Saint-Jean. Les municipalités recoupent la plupart du temps le territoire de ces paroisses. De plus, certaines des paroisses créées à l'origine sont maintenant incluses dans la ville de Saint-Jean.

### Conseil municipal
| Période                                  | Période | Identité               | Étiquette | Qualité          |
| ---------------------------------------- | ------- | ---------------------- | --------- | ---------------- |
| 196?                                     | 196?    | Eric Teed              |           |                  |
| 18??                                     | 18??    | Robert McAllister      |           | Homme d'affaires |
| 1891                                     | 1892    | John Alexander Chesley |           | Homme d'affaires |
| Les données manquantes sont à compléter. |         |                        |           |                  |